# Il était une fois... l'Homme
Il était une fois… l'Homme là bộ phim hoạt hình khoa học dành cho thiếu nhi của Pháp, một phần trong loạt phim hoạt hình Il était une fois... do hãng Procidis thực hiện và Albert Barillé làm đạo diễn. Tác phẩm đã phát sóng lần đầu trong năm 1978  trên kênh FR3. Với 26 tập, bộ hoạt hình này tập trung kể về lịch sử loài người từ khi còn là một tế bào cho đến những nền văn minh cổ đại đã từng tồn tại và vươn đến tương lai, cùng với đó là các vấn đề mà các nhân vật hay dân tộc phải đương đầu để sinh tồn và phát triển trong nhưng những thời kỳ đó.
Bộ phim hoạt hình này đã được dịch ra nhiều thứ tiếng khác nhau để phát sóng trên các kênh của nhiều nước như Ý, Phần Lan, Đức...

## Âm nhạc
Sugiyama Yasuo đảm nhận việc biên soạn các bản nhạc dùng trong bộ phim hoạt hình. Album chứa các bản nhạc đã phát hành vào ngày 01 tháng 12 năm 2001. 
| Il était une fois... l'Homme | Il était une fois... l'Homme                                              | Il était une fois... l'Homme |
| STT                          | Nhan đề                                                                   | Thời lượng                   |
| ---------------------------- | ------------------------------------------------------------------------- | ---------------------------- |
| 1.                           | "Toccata et fugue en ré mineur (Générique - D'après Jean-Sébastien Bach)" | 1:33                         |
| 2.                           | "A l'aube de l'humanité"                                                  | 0:31                         |
| 3.                           | "L'ingénieux Maestro - Part. I"                                           | 1:26                         |
| 4.                           | "La famille Pierrot - Part. I"                                            | 0:43                         |
| 5.                           | "Des gens en paix"                                                        | 0:38                         |
| 6.                           | "Le village"                                                              | 1:33                         |
| 7.                           | "Et le temps passe..."                                                    | 1:00                         |
| 8.                           | "A l'affût!"                                                              | 1:11                         |
| 9.                           | "Pierrette"                                                               | 0:47                         |
| 10.                          | "Une idée saugrenue"                                                      | 0:45                         |
| 11.                          | "La garnison"                                                             | 1:51                         |
| 12.                          | "En avant!"                                                               | 0:40                         |
| 13.                          | "Les jeux du cirque"                                                      | 0:36                         |
| 14.                          | "Guerres et querelles"                                                    | 1:56                         |
| 15.                          | "La tribu"                                                                | 0:42                         |
| 16.                          | "La famille Pierrot - Part. II"                                           | 2:28                         |
| 17.                          | "Solitude"                                                                | 0:59                         |
| 18.                          | "L'espoir"                                                                | 1:09                         |
| 19.                          | "La vie de château"                                                       | 0:51                         |
| 20.                          | "Dans le désert"                                                          | 0:53                         |
| 21.                          | "Le Teigneux"                                                             | 1:25                         |
| 22.                          | "Des moments de bonheur"                                                  | 1:52                         |
| 23.                          | "L'industrie"                                                             | 1:40                         |
| 24.                          | "Danger!"                                                                 | 1:36                         |
| 25.                          | "L'invasion"                                                              | 1:41                         |
| 26.                          | "Cache-cache"                                                             | 0:39                         |
| 27.                          | "La collecte des impôts"                                                  | 0:48                         |
| 28.                          | "Les inventeurs"                                                          | 1:18                         |
| 29.                          | "Les enfants de Pierrot"                                                  | 1:03                         |
| 30.                          | "Poursuites"                                                              | 1:39                         |
| 31.                          | "En Amérique du Sud"                                                      | 0:48                         |
| 32.                          | "Les Années Folles"                                                       | 0:47                         |
| 33.                          | "Négociations"                                                            | 0:47                         |
| 34.                          | "L'exode"                                                                 | 1:41                         |
| 35.                          | "La cachette"                                                             | 0:41                         |
| 36.                          | "Le conflit"                                                              | 0:42                         |
| 37.                          | "La persévérance"                                                         | 0:55                         |
| 38.                          | "L'ingénieux Maestro - Part. II"                                          | 1:49                         |
| Tổng thời lượng:             | Tổng thời lượng:                                                          | 44:03                        |